# عبد السلام بن حرب
أبو بكر عبد السلام بن حرب بن سلم الملائي (91 هـ - 187 هـ)، من رواة الحديث وهو ثقة، كان صاحب حديث وحفظ وعمر دهرا. مات سنة سبع وثمانين ومائة.

## روايته للحديث النبوي
- روى عن: إسحاق بن عبد الله بن أبي فروة، وأيوب السختياني ، وبديل بن ميسرة، والحريش بن سليم، وخالد الحذاء، وخصيف بن عبد الرحمان الجزري، وخلف بن حوشب، وأبي الجحاف داود بن أبي عوف، وزياد بن خيثمة، وسعيد بن عبيد الطائي، وسليمان الأعمش، وعطاء بن السائب، وغطيف بن أعين، وفياض بن غزوان، ولبطة بن الفرزدق، وليث بن أبي سليم، ومطرح بن يزيد، وموسى بن مسلم الصغير، وهشام بن حسان، ويحيى بن سعيد الأنصاري، ويونس بن عبيد، وأبي خالد الدالاني، وأبي عبد الله الشقري.
- روى عنه: أحمد بن إشكاب الصفار الكوفي، وأحمد بن حنبل، وإسحاق بن منصور السلولي ، وإسماعيل بن أبان الوراق، وإسماعيل بن موسى الفزاري، والحسن بن عرفة، والحسين بن يزيد الطحان الكوفي، وأبو أسامة حماد بن أسامة، وسعيد بن يعقوب الطالقاني، وسفيان بن وكيع بن الجراح، وطلق بن غنام النخعي، وعبد الله بن سعيد الأشج، وعبد الله بن عامر بن زرارة، وأبو بكر عبد الله بن محمد بن أبي شيبة، وعبد الله بن محمد النفيلي، وعبد الرحمان بن محمد المحاربي، وعبد الرحمان بن يونس الجعدي، وأبو الصلت عبد السلام بن صالح الهروي، وعبد المؤمن بن علي، وعثمان بن محمد بن أبي شيبة، وأبو الشعثاء علي بن الحسن بن سليمان، وعلي بن عثام العامري، وعلي بن قادم، وعمرو بن عون الواسطي، وعمرو بن محمد الناقد، وأبو نعيم الفضل بن دكين، وله عنه ألوف، وقتيبة بن سعيد، وقيس بن الربيع الأسدي وهو أكبر منه، وأبو غسان مالك بن إسماعيل ومحمد بن إبراهيم الأسباطي، ومحمد بن إسحاق بن يسار وهو أكبر منه، ومحمد بن سعيد ابن الأصبهاني، ومحمد بن سوار الأزدي، ومحمد بن الصلت الأسدي، ومحمد بن عبيد المحاربي، ومحمد بن عيسى ابن الطباع، ومعمر بن سليمان الرقي، وهشام بن يونس للؤلؤي، وهناد بن السري، ويحيى بن آدم، ويحيى بن إسماعيل الواسطي، ويحيى بن معين.[4]

## آراء العلماء فيه
أقوال وآراء العلماء فيه:
- قال أبو بكر بن أبي شيبة: «كان يحدث كل إنسان بحديث شريف».
- قال أبو حاتم الرازي: «ثقة صدوق».
- قال أبو عيسى الترمذي: «ثقة حافظ».
- قال أحمد بن حنبل: «كنا ننكر من عبد السلام شيئا كان لا يقول حدثنا إلا في حديث واحد، أو حديثين».
- قال أحمد بن شعيب النسائي: «ليس به بأس».
- قال أحمد بن صالح الجيلي: «عند الكوفيين ثقة ثبت، والبغداديون يستنكرون بعض حديثه، والكوفيون أعلم به».
- قال ابن حجر العسقلاني: «ثقة حافظ له مناكير، وله في البخاري حديثان متابعة».
- قال الدارقطني: «في سؤالات أبي عبد الرحمن السلمي، قال: ثقة، وفي سؤالات الحاكم، قال: ثقة حجة».
- قال الذهبي: «ثقة».
- قال عبد السلام بن نمير: «كان يدلس».
- قال محمد بن إسماعيل البخاري: «صدوق».
- قال محمد بن سعد كاتب الواقدي: «به ضعف في الحديث».
- قال محمد بن عبد الله المخرمي: «قد عرفته قال العقيلي وكان إذا قال قد عرفته أهلكه ومرة: ماتحملني رجلي إليه».
- قال وكيع بن الجراح: «كل حديث حسن، عبد السلام بن حرب يرويه».
- قال يحيى بن معين: «صدوق، ومرة: ليس به بأس يكتب حديثه، ومرة: ابن فضيل أحب إلي من عبد السلام، وعبد السلام بن حرب حسن الرواية عن الكوفيين، وفي رواية ابن محرز قيل له ثقة قال: نعم».
- قال يعقوب بن شيبة السدوسي: «ثقة في حديثه لين».